# Jeu legacy
Un jeu legacy (de l'anglais legacy, héritage) est un de jeu de société caractérisé par une évolution de ses règles du jeu et d'une modification de son matériel généralement au cours d'une campagne. 

## Principe
Les jeux legacy sont en général conçus pour être joués au cours d'une campagne, avec les mêmes joueurs, et changent de façon permanente au fil des parties.
De nouvelles règles peuvent être introduites au fur et à mesure que la campagne avance, permettant au jeu d'évoluer à la fois mécaniquement et thématiquement. 
Des changements matériels permanents peuvent survenir sur les composants en fonction des résultats du jeu et des choix des joueurs. Par exemple, les joueurs peuvent être invités à écrire des noms sur des cartes, à placer des autocollants sur le plateau de jeu ou à détruire certains composants : cela fait que chaque copie du jeu devient unique. Ces nouveaux éléments sont généralement apportés aux joueurs via des enveloppes ou boites scellées à ouvrir à des moments précis des parties. 
Certains jeux ont été conçus pour être rejouables via des recharges ou des autocollants non permanents tandis que d'autres sont toujours jouables avec les dernières modifications permanentes une fois la campagne terminée.

## Liste de jeux legacy notables
| Nom                                                 | Année |
| --------------------------------------------------- | ----- |
| Risk Legacy                                         | 2011  |
| Pandemic Legacy: Saison 1                           | 2015  |
| Gloomhaven                                          | 2017  |
| Charterstone                                        | 2017  |
| Aeon's End: Legacy                                  | 2019  |
| Zombie Kidz Evolution                               | 2019  |
| Machi Koro: Legacy                                  | 2019  |
| Clank Legacy : Acquisitions Incorporated            | 2019  |
| Le dilemme du Roi                                   | 2019  |
| My City                                             | 2020  |
| Vampire : La Mascarade - Heritage                   | 2020  |
| Pandemic Legacy: Saison 0                           | 2020  |
| Zombie Teenz Evolution                              | 2020  |
| Les Aventuriers du Rail Legacy: Légendes de l'Ouest | 2023  |